# The House on the Marsh
The House on the Marsh é um filme mudo do gênero policial produzido no Reino Unido e lançado em 1920.